# Domicide

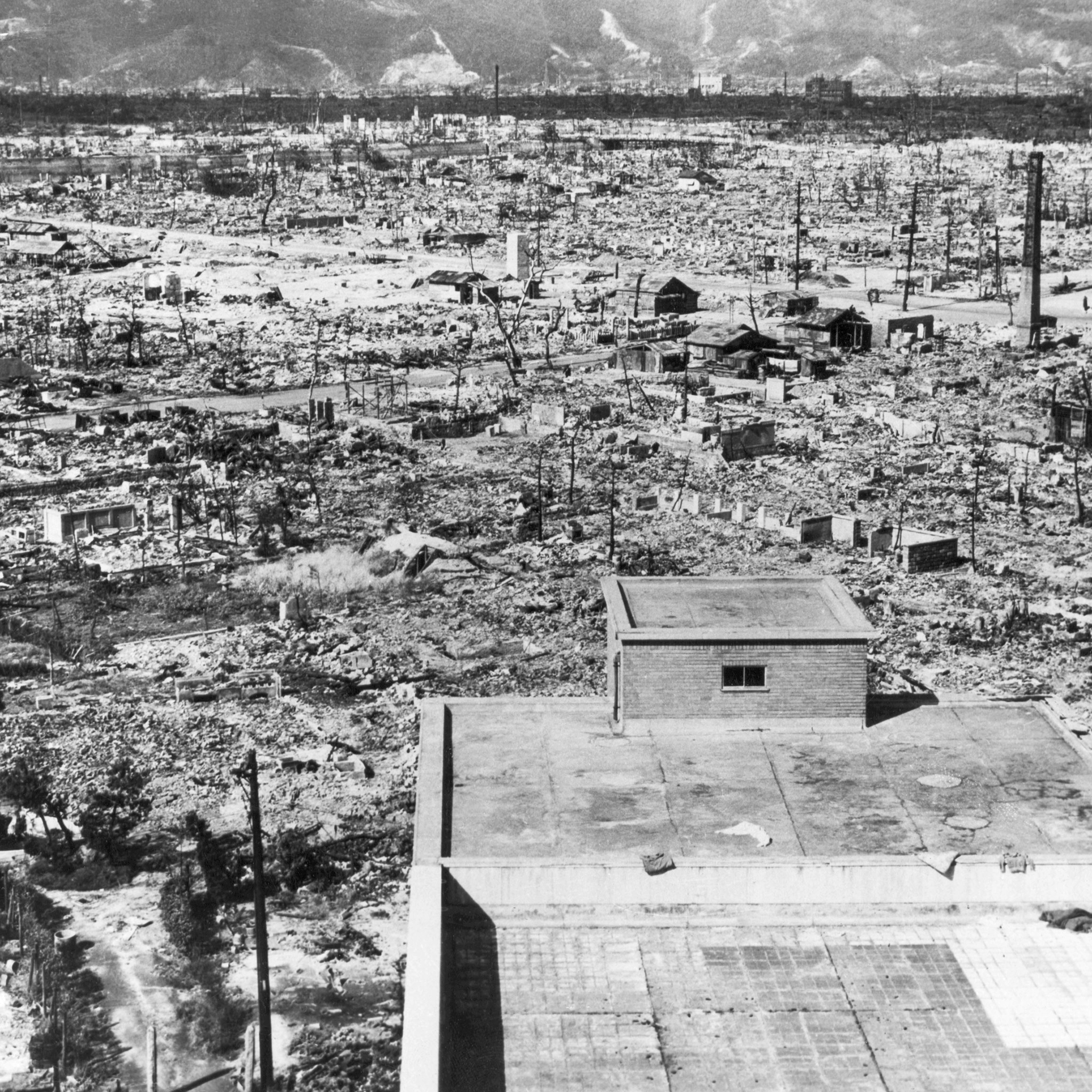
Domicide of urbicide van Hiroshima in 1945

Domicide is het doelbewust en systematisch vernietigen van een woongebied om dit onbewoonbaar te maken. Doel is wraakneming en/of het voorkomen van de terugkeer van vluchtelingen naar huis aan het eind van een oorlog of conflict, omdat er geen plek is om naar terug te gaan. Dit gebeurt door het opzettelijk grootschalig vernietigen van woningen, gebouwen en civiele infrastructuur. Het is ook een vorm van collectief straffen.
Domicide kan onderdeel zijn van een etnische zuivering, wat neerkomt op een oorlogsmisdaad. Het begrip is nog niet verankerd in het internationaal strafrecht, al gaan er wel stemmen op om het toe te voegen aan de lijst van erkende misdaden tegen de menselijkheid.
'Domicide' is synoniem met urbicide wanneer het de vernietiging van stedelijk gebied betreft. In meer algemene zin is er sprake van 'topocide' in de betekenis van 'vernietiging van een woonplaats'. 'Domicide' en 'topocide' kunnen bij overdrijving ook als stijlfiguur worden aangewend, wanneer een woonplaats of omgeving literair wordt vernietigd.

## Definitie
'Domicide' is afgeleid van het Latijnse "domus" wat 'woonhuis' betekent en het achtervoegsel 'cide' van het Latijnse "caedere", wat 'moord' of 'doden' betekent. Het achtervoegsel is kenmerkend voor begrippen die verwant zijn met genocide. Oorspronkelijk in combinatie met levende wezens, zoals in femicide (vrouwenmoord), filicide (kindermoord), familicide (moord op gezinnen) of amicide (doden van vrienden). In de huidige eeuw is er vooral een toename van nieuwe woorden op 'cide' in combinatie met aanduidingen van niet-levende entiteiten, zoals taal, geld of plaats. In die gevallen is er niet letterlijk sprake van 'moord', maar in figuurlijke zin van 'vernietiging van'.
De term 'domicide' werd populair in de 1970er jaren, als aanduiding voor de vernietiging van de leefomgeving van een familie. Bij uitbreiding werd hij toegepast op de opzettelijk massale vernietiging van huizen en infrastructuur. De term 'domicide' werd echter al in 1905 gebruikt in het Algemeen Handelsblad. Hij raakte daarna in onbruik, maar kwam mede in verband met de systematische verwoesting van huizen in Gaza door Israël in de Gaza-oorlog van 2023-2024 weer in de belangstelling.
Sommige wetenschappers hebben 'domicide' gedefinieerd als "de massale en opzettelijke vernietiging van huizen, om menselijk lijden te veroorzaken." De VN Speciale Rapporteur over adequate huisvesting Balakrishnan Rajagopal pleitte in 2022 voor een ruimere definiëring, die ook "de systematische schending van de huisvestingsrechten volgens het internationaal recht" insluit. Volgens Oren Yiftachel verwijst domicide (in de Israëlische context) primair naar het verhinderen van de terugkeer naar huis aan het eind van een oorlog, omdat er geen plek is om naar terug te gaan.
Bij het verwante begrip urbicide ligt de nadruk op de vernietiging van een stad of verstedelijkt gebied als geografisch en cultureel centrum; de term topocide wordt wel gebruikt ter aanduiding van de al dan niet bewuste vernietiging van een locatie door industriële uitbreiding. Hierbij kunnen dorpen of landschappen worden vernietigd. Wanneer daarbij het milieu ernstig wordt aangetast kan er ook sprake zijn van ecocide.
In overdrachtelijke zin kunnen de termen 'domicide' en 'topocide' als stijlfiguur worden aangewend, waar een woonplaats figuurlijk wordt vernietigd (doodgeschreven). Zo ergerde de academicus Christina E. Dando zich aan de negatieve, met de dood associërende wijze, waarop haar jeugdomgeving, de Great Plains van North Dakota, in de Amerikaanse media vaak is beschreven. Dando noemt dit 'topocide' en 'domicide' van The Plains.

## Internationaal strafrecht
De term 'domicide' wordt niet genoemd in de Vierde Geneefse Conventie, maar deze verbiedt wel wraakneming op burgers en hun eigendommen in een conflict en verplicht destructie tot een minimum te beperken. Hetzelfde geldt voor het Statuut van Rome, waarin wel de bescherming wordt genoemd in relatie tot oorlogsmisdaden in conflicten tussen staten, maar niet in het geval van een conflict binnen een staat of tussen partijen die niet tot een staat behoren.

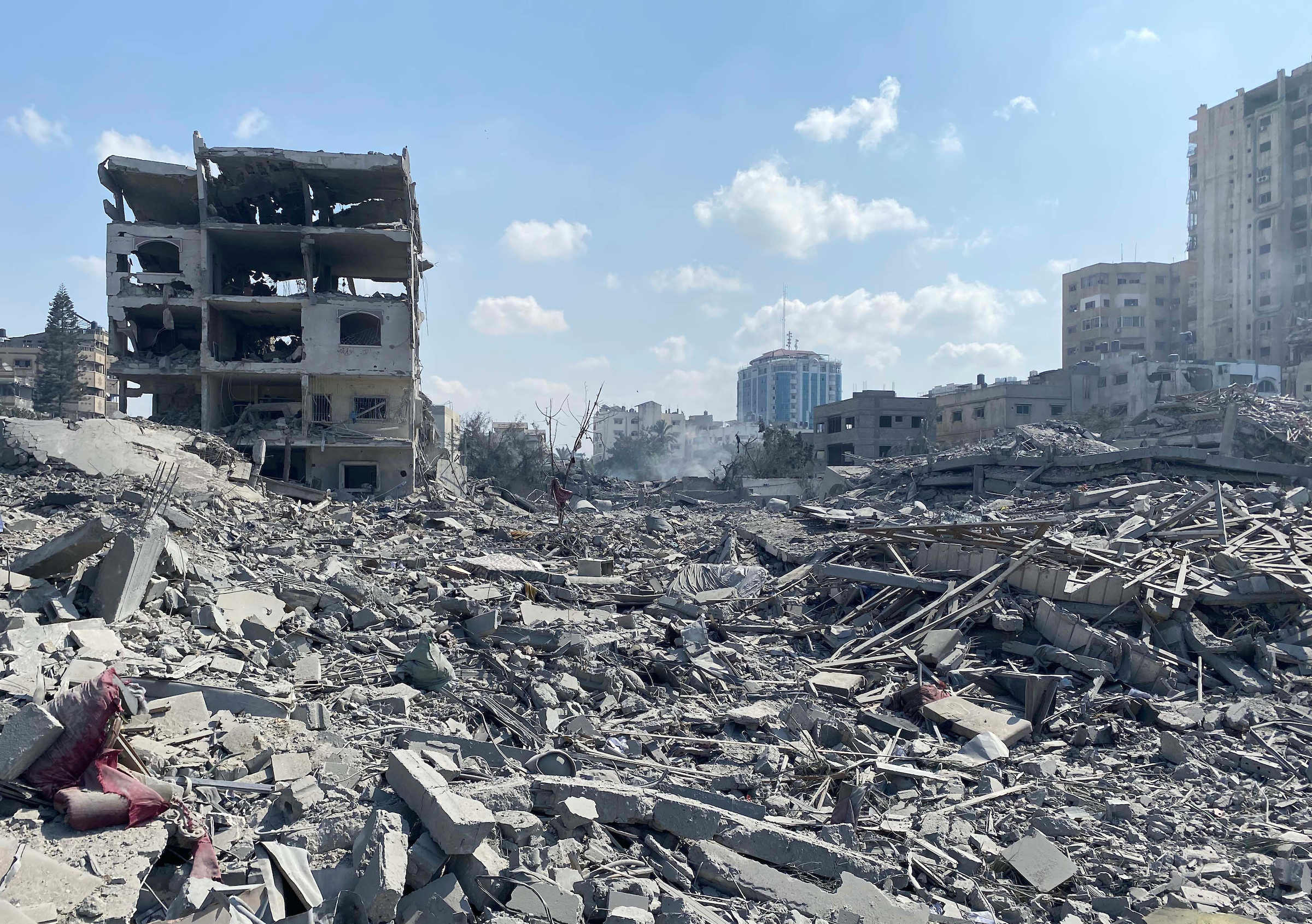
Een van de vele bombardementen op Gaza-stad, 2023

De VN Speciale Rapporteur Rajagopal pleitte in 2022 voor de erkenning van 'domicide' als misdaad tegen de menselijkheid, naar aanleiding van de grootschalige verwoesting van huizen in oorlogen zoals in Syrië, Jemen, Oekraïne, Libië, Myanmar en Palestina. In december 2023 zei Rajagopal, op basis van de feiten en uitspraken van Israëlische leiders, dat het doel van de destructie op zo grote schaal in de Gaza-oorlog van 2023-2024 niet eenvoudig was om Hamas te elimineren, maar om Gaza onbewoonbaar te maken. Begin december was daar al meer dan een derde van de huizen verwoest. Giora Eiland, een voormalig hoofd van de Israëlische Nationale Veiligheidsraad schreef in de Israëlische krant Yedioth Ahronoth: "De staat Israël heeft geen andere keus dan Gaza te veranderen in een plaats waar het tijdelijk of permanent onmogelijk is om in te leven. Het creëren van een ernstige humanitaire crisis in Gaza is een noodzakelijk middel om het doel te bereiken … Gaza zal een plek worden waar geen mens kan bestaan."

## Voorbeelden
- De vernietiging van Hiroshima en Nagasaki met atoombommen en het bombardement op Dresden  in de Tweede Wereldoorlog[2]
- De systematische vernietiging van woongebieden in de Joegoslavische oorlogen
- De etnische zuivering van het woongebied van de Rohingya in Myanmar, waarover in 2018 een genocide-zaak bij het Internationaal Gerechtshof werd aangespannen.
- De systematische vernietiging van woongebieden van tegenstanders van het regime van Bashar al-Assad in Syrië tijdens de Syrische Burgeroorlog[9]
- De systematische vernietiging van woongebieden en infrastructuur in Oekraïne bij de Russische aanvallen
- De systematische vernietiging van Gaza, waarover in 2023 een genocide-zaak bij het Internationaal Gerechtshof werd aangespannen [7]